# 义兴镇 (西充县)
义兴镇，是中华人民共和国四川省南充市西充县下辖的一个乡镇级行政单位。东邻关文镇，南与青狮镇临界，西连槐树镇，北与南部县建兴镇毗邻，距西充县城18千米。2019年10月，撤销西碾乡和青龙乡，将其所属行政区域划归义兴镇管辖。截至2020年6月，义兴镇下辖5个社区、15个行政村，[6]镇人民政府驻荣兴大道一段17号。区域总面积77.84平方千米。截至2019年末，义兴镇户籍人口为38889人。

## 行政区划
义兴镇下辖以下地区：
神垭宫社区、上河街社区、荣兴大道社区、曹家庙村、西山庙村、喻家垭村、花木山村、胥家垭村、天台院村、玉台场村、吉家店村、书房山村、白马村、店子山村、王家岩村、新华村、黄岭垭村、阳家庙村、武显垭村、盐水垭村、黑柏山村和贾家店村,牌坊湾村、大悲寺村、庞家庵村、斯家庙村、桅杆坝村、石仁宫村、柏林嘴村、敬二垭村、黄家垭村和界牌湾村,蚕华山村、雷公垭村、阳家垭村、元山坪村、石佛寺村、华雀寺村、庙子嘴村、皂角垭村、南垭庙村和老祠堂村。